# 戈耳貢混沌
戈耳贡混沌(Gorgonum Chaos)是火星法厄同区中的一群峡谷，中心坐标位于南纬37.5°，西经170.9°处，其名字取自南纬24°，西经154°的反照率特征。
在戈耳贡混沌中发现了火星上一些最早的冲沟，据信它曾经有过一座湖泊，附近其他的特征还有塞壬槽沟群(Sirenum Fossae)、马丁谷(Maadim Vallis)、阿里阿德涅圆丘群(Ariadnes Colles)和亚特兰提斯混沌。该区域的部分地表形成于“厄勒克忒里斯沉积”(Electris deposits)。。
 

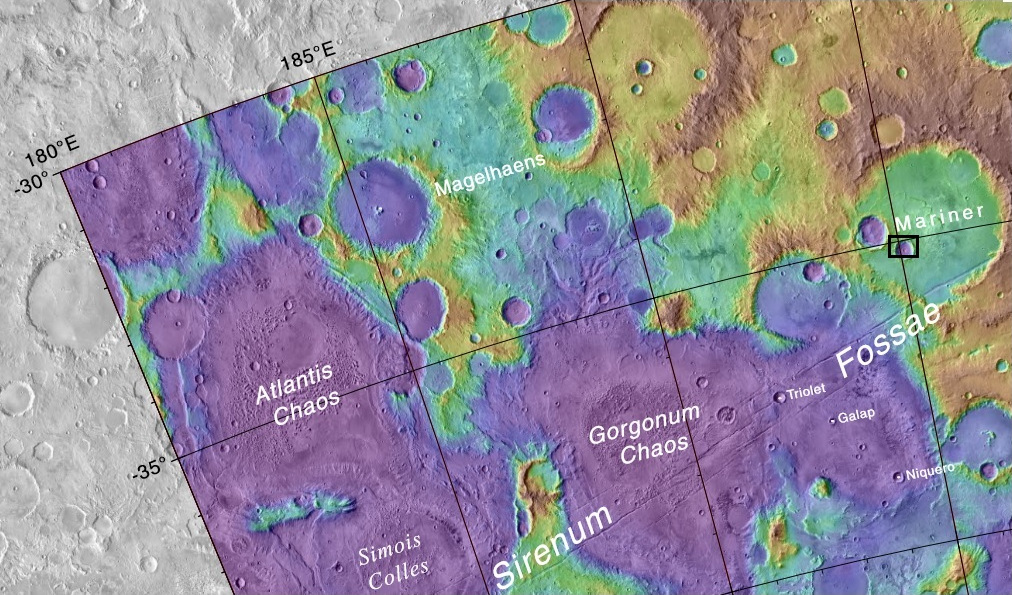
显示了戈耳贡混沌、亚特兰蒂斯混沌、马格汉斯陨石坑和西摩伊斯圆丘相对位置的地图。

## 沖溝
法厄同區有許多由年代較近的流水形成的沖溝（Gullies）。部分沖溝可在戈耳貢混沌內找到。沖溝形成於陡坡上，尤其是撞擊坑內。這種地形一般認為是相對年輕的，因為它們的數量並不多，並且是位在沙丘的上方。一般來說，每個沖溝都有凹穴、渠道和裙地。雖然有許多解釋沖溝形成的看法，但大多認為是來自透水層或冰川的流水形成沖溝。
目前的證據顯示流水來源有透水層和冰川。大多數沖溝內的凹穴源頭都產生在相同高度，代表水的來源可能是透水層。許多的量測和計算顯示，當沖溝開始形成時，液態水存在於透水層內大致相同深度。這個模型的其中一個變數是高溫岩漿上升會將冰融化，並且使水在可讓水流動的透水層中流動。而透水層的岩石可能包含多孔砂岩。透水層可能是位於地層中不透水層上方，使水無法向下流動，因此透水層中的水只能水平流動。當透水層中的水碰到地層破裂處時就可能向地表流動。透水層在地球上相當常見，一個典型的例子就是美國猶他州錫安國家公園的哭泣石（Weeping Rock）。
另一方面，火星表面大部分區域被一般認為是砂和冰混合物組成的厚地層覆蓋。這種富含冰的地層厚度約數公尺，並且會使火星地表變得平坦，但有些地方的地形是類似籃球表面的凹凸不平狀。在特定情形下冰將熔化，且水將流往陡坡上形成沖溝。因為這些地層上少有撞擊坑，所以是屬於較年輕的區域。一個很適合觀察這類地形的區域就是火星侦察轨道器的 HiRISE 拍攝的托勒密撞擊坑環區域。
火星公轉軌道和自轉軸傾斜角度的變化會使火星的冰層分布產生極大影響，最南可到達相當於美國德克薩斯州的緯度。在特定氣候變遷週期中，水蒸氣會從極區的冰冠離開進入大氣層。水會在低緯度區域以霜或雪的形式和塵埃混合後回到地表。火星大氣層中有大量的細顆粒塵埃，水蒸氣會在這些塵埃上凝結，使塵埃重量增加後向地表降落。當火星表面的冰回到大氣層以後，會在地表留下塵埃隔絕地下的冰層。

## 圖集
- 火星地形圖中可看到極高處的火山以白色表示。接近火星赤道可見三座排成一直線並向南指向法厄同區的火山，以及有許多沖溝的三個大撞擊坑。点击影像可看大圖。
- 火星侦察轨道器的 HiRISE拍攝的戈耳貢混沌。影像寬度約4公里。
- 法厄同區地圖，點選可看有標示地名的較大圖。